# Bratz
Bratz è una linea di bambole prodotte dalla MGA Entertainment. Le bambole alte 254 mm (10 pollici), sono caratterizzate da proporzioni innaturali: testa molto larga rispetto al corpo, occhi a mandorla larghissimi, labbra gonfie, nasi piccolissimi, gambe sproporzionatamente lunghe e piedi molto grandi e lunghi. La popolarità delle quattro bambole principali Cloe, Sasha, Jade e Yasmin ha in seguito favorito lo sviluppo di altri personaggi, cartoni animati, film, videogiochi, musica ed una sconfinata serie di merchandising aventi target tra i 4 e i 12 anni.
Le Bratz sono state create dal disegnatore di giocattoli Carter Bryant. Nel 2000, si incontrò con Isaac Larian, direttore della Micro-Games America Entertainment (MGA Entertainment). In quell'occasione, Bryant presentò i suoi bozzetti a Larian, che entusiasmarono talmente sua figlia, Jasmin, da convincerlo a mettere in produzione quelle bambole.

## Storia
Nel giugno 2001, le prime quattro Bratz, Jade, Cloe, Sasha e Yasmin, furono immesse sul mercato, ognuna vestita con i capi più alla moda del momento. Le Bratz rapidamente divennero popolarissime, diventando il brand numero uno in diversi paesi come Francia, Spagna, Israele ed Italia, ed il numero due negli Stati Uniti. Le bambole vinsero anche il premio di Family Fun come giocattolo dell'anno nel 2001.

### 2002
Nel 2002 le Bratz divennero il giocattolo dell'anno anche nel Regno Unito, riuscendo a spodestare dal podio la "storica", Barbie, e diventando un fenomeno in tutto il mondo. Insieme alle bambole, la linea di giocattoli Bratz comprendeva veicoli, accessori, le Lil Bratz, le Bratz Babyz, cuccioli di peluche, ("Catz", "Dogz" e "Foxz"), poster collezionabili ed una serie di videogames sviluppati da Blitz Games.

### 2004
Nel gennaio 2004, le Lil Bratz divennero le mini-bambole più vendute, titolo fino a quel momento della linea Polly Pocket, nel Regno Unito.
Nell'agosto 2004, venne prodotto anche un cartone animato Bratz: Le star della moda.

### 2005
Nel 2005, la moda delle Bratz passò dai temi urbani ad uno stile più quotidiano. La linea Play Sportz vedeva ogni bratz vestita con una divisa di un particolare sport. Altre collezioni includevano I-Candyz, Live In Concert/ Space Angelz Pop Stars , Treasures!, DynaMite Rock It!, Step Out! (che celebrava il quinto anniversario delle bratz), Step Off!, Birthday Bash (ispirato agli anni '80), Campfire, Midnight Dance (collezione dallo stile vagamente gotico), Hollywood Style (vestiti da sera per una prima ad Hollywood), Wild Wild West, and Rock Angelz (stile anni '70), che divenne la linea di punta dell'anno.
Cloe, Sasha, Jade, Yasmin, Roxxi, e Meygan in quanto Rock Angelz, sono vestite in uno stile ispirato a quello delle rockstar anni '70. Ogni ragazza, tranne Meygan, ha una chitarra ed un mini CD con due canzoni. Viene venduta anche una serie di accessori legati alle Rock Angelz, come porta CD, chitarre, il cd singolo "So Good", diventato un best seller in Inghilterra nel 2005, ed un videogioco Bratz: Rock Angelz pubblicato dalla THQ.
Alla fine del 2005, MGA Entertainment entra nel mercato della telefonia mobile, lanciando i Bratz Mobile. Il Bratz Mobile era in realtà un Sony Ericsson T290a con preinstallati wallpaper, suonerie e giochi delle bratz, oltre che un cover in tema.

### 2006
Seguendo il successo della collezione Rock Angelz, la MGA Entertainment immise sul mercato la linea di punta per il 2006, le Bratz Genie Magic.  La collezione includeva Cloe, Sasha, Jade, Meygan, e Yasmin vestite in stravaganti ed elaborati vestiti ispirati alla moda marocchina/egiziana/bohème. Inclusa nella collezione Bratz Genie Magic anche Katia, venduta insieme ad una lampada magica, trasformabile in un salottino per le bambole. Proprio come le Rock Angelz, le Genie Magic vennero accompagnate con una serie di prodotti in tema. Le Bratz Genie Magic dimostrarono di essere una delle collezioni più vendute della MGA.
Nel maggio 2006, la Mattel citò in giudizio la MGA per aver usato il nome Kianna nella loro nuova linea Wild Wild West, che fu costretta a ritirare la bambola dal mercato. La bratz Kianna venne cancellata dalla produzione, e fu la prima di una lunga serie nel 2006, dato che in seguito vennero cancellati anche Leah e Meyga dalla serie Midnight Dance, oltre che Nevra e Jade per la collezione Play Sportz. Non venne mai data una spiegazione per queste cancellazioni.
Nell'agosto 2006, MGA Entertainment immise in commercio la versione da bambini dei Bratz Kidz ed una collezione di bratz vintage in edizione limitata, le Bratz Forever Diamondz, una delle collezioni più costose mai venduta.  I personaggi presenti nella Forever Diamondz erano Jade, Cloe, Sasha,Yasmin, ed un nuovo personaggio Sharidan.  Incluso con ogni bambola della Forever Diamondz collection una gemma con certificato di autenticità, oltre che un codice per entrare nel sito ufficiale, dove era possibile vincere un diamante (200 mg).
Ancora prima del commercializzazione delle Bratz Forever Diamondz, aveva vinto in Australia il premio di giocattolo dell'anno. Il 26 settembre 2006, viene pubblicato un nuovo DVD con lo stesso titolo. Viene pubblicato anche un CD col titolo Bratz: Forever Diamondz il 19 settembre 2006. Il giorno prima intanto la THQ aveva pubblicato il videogioco Bratz: Forever Diamondz, sperando di bissare l'enorme successo avuto l'anno prima con Bratz: Rock Angelz che aveva venduto più di 1.4 milioni di copie in tutto il mondo.
MGA, insieme con la stilista canadese Marie Saint Pierre, creano una linea di Bratz franco-canadesi chiamate, Ohh laa laa, con tre nuovi personaggi.

### 2007
Nel 2007, la MGA presenta Bratz Adventure Girlz (tute e tessuti mimetici), Fashion Pixiez (fatine con glitter ed ali allegate ad un CD), e la seconda ondata delle Passion 4 Fashion oltre che una nuova collezione Birthday. Altre collezioni includono Pampered Pupz (bratz con cucciolo vestito in coordinato), e Magic Hair (bambole con 5 possibili diverse capigliature).
MGA Entertainment, insieme alla Avi Arad Productions e la Crystal Sky Pictures annunciano l'uscita di un film dal vivo delle bratz per il 3 agosto 2007.. Di lì a poco viene immessa sul mercato una serie di gadget legate al film.
Il 6 febbraio 2007 diventano ufficialmente le bambole più vendute negli Stati Uniti

## Personaggi principali

### Jade
Ha 15 anni. È la Bratz asiatica coi capelli neri e occhi a mandorla. Il suo soprannome è Kool Kat. È brava in matematica e scienze, ma soprattutto è una brava stilista. Le piace studiare la psicologia dei bambini. Sa suonare magnificamente il pianoforte.

### Cloe
Ha 15 anni. È la Bratz coi capelli biondi e gli occhi azzurri. Sa usare magnificamente la chitarra ed è la più drammatica delle Bratz. Il suo soprannome è Angel.

### Yasmin
Ha 16 anni. È la Bratz iraniana coi capelli bruni e gli occhi nocciola e ha un neo sulla sua guancia sinistra. Il suo soprannome è Pretty Princess. È molto brava a cantare, suonare la tastiera e recitare e ama gli animali e la fotografia.

### Sasha
Ha 15 anni. È la Bratz afroamericana coi capelli bruni. Il suo soprannome è Bunny Boo e sogna di diventare una dj. Inventa magnifiche coreografie di danza. A tutte le bratz piacciono gli animali, ma a lei in particolar modo.

## Controversie
L'aumentare del giro di affari delle Bratz, ha conseguentemente fatto calare le vendite della bambola Barbie, prodotta dalla Mattel, storicamente leader indiscussa del settore. Per correre ai ripari la Mattel lanciò le My Scene, una linea di bambole, non del tutto dissimili alle Bratz, che vedevano fra le varie bambole del gruppo anche la stessa Barbie. Nell'aprile 2005, la MGA Entertainment ha intentato causa contro la Mattel, dichiarando come le My Scene siano una copia delle Bratz.  Attualmente si è in attesa del verdetto della corte della California.
La Mattel invece ha citato in giudizio la MGA Entertainment e Carter Bryant, ex disegnatore di bambole per la Mattel, dichiarando che Bryant avesse rivelato alla concorrenza alcuni segreti industriali della ditta. Nel luglio 2008, la corte ha riconosciuto Bryant colpevole, in quanto avrebbe creato la maggior parte dei modelli per le bambole Bratz, mentre era ancora assunto dalla Mattel, nel 1999-2000. La sentenza pertanto permette alla Mattel di ricevere un cospicuo risarcimento, per violazione di copyright da parte della MGA, nonostante tuttora la compagnia neghi che le Bratz siano state create basandosi sui disegni di Bryant.

## Media

### Film
- Bratz (2007)

### Cartoni animati
- Bratz: Le star della moda (2004)
- Bratz: Rock Angelz (2005)
- Bratz (2005)
- Bratz: Genie magic (2006)
- Bratz Diamondz: Passione per la moda (2006)
- Bratz Babyz: Il film (2006)
- Bratz: Fashion Pixiez (2007)
- Bratz: Girlz Really Rock (2008)
- Bratz: Pampered Petz (2010)
- Bratz: Desert Jewelz (Genie Magic 2) (2012)
- Bratz: Trappolate a Parigi (2013)
- Bratz: Special Friendz (2014)

### Webserie
- Bratzillaz (House of Witchez) (2012-2013)
- Bratz: C.I.Y. Shoppe Webseries (2015)

### CD
- Bratz: Rock Angelz (2005)
- Bratz: Genie Magic (2006)
- Bratz: Forever Diamondz (2006)
- Bratz: Fashion Pixiez (2007)
- Bratz: Motion Picture (2007)

### Videogiochi
- Bratz (PS1/GBA/PC, 2003)
- Bratz: Formal Funk (GC, cancellato)
- Bratz: Rock Angelz (PC/PS2/GC/GBA, 2005)
- Bratz: Forever Diamondz (PS2/GC/DS/GBA, 2006)
- Bratz Babyz (PC/GBA, 2006)
- Lil Bratz: Friends, Fashion and Fun (V-Smile, 2006)
- Bratz Fashion Pixies - The Secret Necklace (V-Smile Pro, 2007)
- Bratz: The Movie (PS2/Wii/GBA, 2007)
- Bratz 4 Real (PC/DS, 2007)
- Bratz Super Babyz  (PC/DS, 2007)
- Bratz Ponyz (DS, 2007)
- Bratz Ponyz 2 (DS, 2008)
- Bratz: Girlz Really Rock (PS2/DS/Wii, 2008)
- Bratz Kidz Sleepover Party (DS/Wii, 2008)
- Bratz Fashion Boutique (DS/3DS, 2012)
- Bratz Total Fashion Makeover (IOS, 2022)
- Bratz: Flaunt Your Fashion (PC/PS4/PS5/Switch, 2022)

## Tree Change Dolls
Le Bratz dolls sono diventate involontarie protagoniste di un fenomeno differente, il "makeunder" delle bambole. Sonia Singh, un'artista originaria della Tasmania, ha fotografato alcune Bratz dolls a cui aveva rimosso il pesante trucco con acetone e che aveva ritruccato con fattezze più infantili, proponendole alle sue figlie come alternativa per il gioco. Nel giro di pochi giorni gli scatti sono diventati virali e Sonia Singh ha fondato un'azienda basata sulle sue creazioni.